# Aomori nebuta matsuri
L'Aomori nebuta matsuri (青森ねぶた祭) est un festival japonais qui a lieu dans la ville d'Aomori chaque année au début du mois d'août. Il consiste principalement en de grands défilés de chars lumineux et colorés appelés nebuta, accompagnés de joueurs de taiko, de musiciens et de danseurs appelés haneto. Cette fête a été désignée comme patrimoine culturel immatériel important et est un des trois festivals majeurs de la région de Tōhoku. Il est également désigné parmi les 100 sons naturels du Japon.

## Origine
Le festival aurait pour origine les flûtes et les taiko que le futur shogun Sakanoue no Tamuramaro a utilisés pour attirer l'attention de l'ennemi lors d'une bataille dans la province de Mutsu. Cependant, il est peu probable que Tamuramaro ait réellement mené des expéditions militaires dans la région correspondant à l'actuelle préfecture d'Aomori et cette explication est donc considérée comme une légende. Le festival est très probablement issu de fêtes shinto traditionnelles comme Tanabata, où des lanternes flottantes sont utilisées (tōrō nagashi).

## Chars
Un char nebuta a une taille maximale de 9 m de long, 7 m de large, et 5 m de haut. Il se compose d'une plateforme roulante supportant une grande lanterne faite de papier washi peint fixé sur une armature métallique, et illuminée de l'intérieur. Le char représente souvent des dieux, des personnages historiques et mythologiques ou des acteurs de kabuki. La conception d'un char débute dès la fin du festival, et sa construction se termine quelques jours avant le début du festival suivant.

## Déroulement du festival
Le festival commence le soir du 1er août par la cérémonie d'ouverture. Du 2 au 6 août, les chars paradent chaque soir dans les rues d'Aomori. Le 7 août, le défilé des chars a lieu l'après-midi, et le soir, une parade sur l'eau se déroule dans le port d'Aomori, suivie d'un feu d'artifice.

## En dehors d'Aomori
D'autres nebuta matsuri ont lieu dans plus de 30 autres lieux de la préfecture d'Aomori. Les plus importants d'entre eux sont les festivals de Hirosaki (Neputa matsuri), Goshogawara, Kuroishi et Mutsu.